# Liste des archevêques orthodoxes de Finlande
Liste des archevêques orthodoxes de Finlande
- Antonij [Antoine] (Vadkovsky) archevêque (1892-1898)
- Nikolaij [Nicolas](Nalimov) archevêque (1899-1905)
- Sergij [Serge] (Stragorodsky) archevêque (1905-1917)
- Serafim (Lukjanov) archevêque (1921-1923)
- Herman (Aav) archevêque (1925-1 juil 1960)
- Paavali [Paul] (Olmari) (1914-1987) archevêque (29 août 1960-1987)
- Johannes [Jean] (Rinne) (-2001) archevêque (15 oct. 1987-1er oct. 2001)
- Leo [Léon] (Makkonen) (1948-) archevêque (25 oct. 2001-)